# Sandra Lehtinen
Pour les articles homonymes, voir Lehtinen.
Sandra Lehtinen, née Aleksandra Lehtinen le 1er juillet 1873 à Parikkala (grand-duché de Finlande, Empire russe) et morte le 5 septembre 1954 à Helsinki (Finlande), est une femme politique finlandaise membre du Parti social-démocrate. Elle est députée entre 1907 et 1910, comptant parmi les premières femmes parlementaires de l'histoire du pays.

## Biographie
Sandra Lehtinen naît à Parikkala en 1873. Elle travaille comme domestique et couturière à Helsinki et Oulu, avant de devenir porte-parole du Parti social-démocrate en 1903. En 1905, elle est membre du comité qui organise une grève générale.
Elle se présente aux élections législatives de 1907 sur la liste du Parti social-démocrate dans la circonscription de Häme-Nord. Élue, elle devient l'une des 19 premières femmes parlementaires de l'histoire du pays. Elle est réélue en 1908 et en 1909, siégeant jusqu'en février 1910. Pendant son mandat au Parlement, elle est membre des commissions des affaires éditoriales, des affaires juridiques et municipales. Elle est également conseillère municipale d'Helsinki.
Après avoir quitté le Parlement, elle devient porte-parole de la Ligue des femmes sociales-démocrates ; elle en est la secrétaire entre 1916 et 1918. Son mari J. K. Lehtinen (en) est élu député en 1917. Après la guerre civile finlandaise, le couple s'installe à Buy (Russie), où Sandra Lehtinen travaille comme directrice d'un foyer pour enfants. Elle retourne en Finlande trois ans plus tard, militant au Parti socialiste des travailleurs.
Sandra Lehtinen travaille au Syndicat des travailleurs de l'alimentation et devient porte-parole de la Fédération des travailleurs pour l'abstinence entre 1925 et 1929. En 1929, elle est emprisonnée pour raisons politiques. Après sa libération en 1932, elle déménage l'année suivante en Union soviétique, vivant à Moscou et à Petrozavodsk. Elle retourne en Finlande en 1945 et meurt à Helsinki en 1954.
Elle est la mère de la femme politique communiste Inkeri Lehtinen.